# Petőcz Kálmán
Petőcz Kálmán (Komárom, 1961. február 1.) politológus, politikus, diplomata.

## Élete
1979-ben érettségizett Komáromban, majd 1984-ben filozófia–fizika szakon szerzett oklevelet a pozsonyi Comenius Egyetemen. 1986-ban ugyanott kisdoktori fokozatot szerzett. Ezt követően az egyetem központi könyvtárában, majd a Felsőoktatási Kutatóintézetben dolgozott. 1991-ben a szlovák parlament egyik alelnökének, A. Nagy Lászlónak a tanácsadója. 1992-től fokozatosan a Magyar Polgári Párt külügyi referense, szóvivője, külügyi titkára és központi titkára, 1996-tól alelnöke.
1994-től a Liberális Internacionálé Végrehajtó Bizottságának tagja, 1997-től az Európai Liberális, Demokrata és Reformpárt (ELDR) alelnöke. 1996-ban a szlovák kormány főosztályvezetője. Ugyanezen évtől a Fórum Információs Központ elnöke. 1999–2005 között a Szlovák Köztársaság ENSZ-nagykövete Svájcban. 2006-ban a Szlovák Köztársaság kormányhivatalában az európai ügyek főosztályát, 2010-2012 között pedig az emberi jogok főosztályát vezette. 2006-2010 között a Fórum Kisebbségkutató Intézet nemzetközi kapcsolatokért felelős igazgatója lett. 2009-2010-ben Szlovákiai Magyarok Kerekasztalának egyik első szóvivője volt. 2011-ben kezdeményezője volt a szlovák kormány Emberi Jogi Tanácsa megalakításának.
Az újjászervezett Szlovákiai Helsinki Bizottság elnöke, a kormány Emberi Jogi Tanácsának tagja. Óraadó tanár a Comenius Egyetem Politológia Tanszékén, a nyitrai egyetem Közép-európai Tanulmányok Karán, és a BISLA (Bratislava International School of Liberal Arts) magánfőiskolán.
Több szlovákiai nonprofit szervezet kuratóriumának a tagja: Márai Sándor Alapítvány (1992–2004), Szabadelvű Tanulmányok Intézete (1994–1998), Európai Kulturális Alapítvány (1996-tól), Szlovák Külpolitikai Társaság (1996-tól).

## Művei
- 1996 Problémy samospráv na národnostne zmiešanom území (tankönyv)
- 1997 Základy demokratických volebných systémov
- 1998 Választások és felosztások. A demokratikus választási rendszerek alapjai és a szlovákiai közigazgatási reform
- 1998 Álarcosbál, avagy politika és zene (1998).